# Camponotus hagensii
Camponotus hagensii är en myrart som beskrevs av Auguste-Henri Forel 1886. Camponotus hagensii ingår i släktet hästmyror, och familjen myror. Inga underarter finns listade.

## Bildgalleri

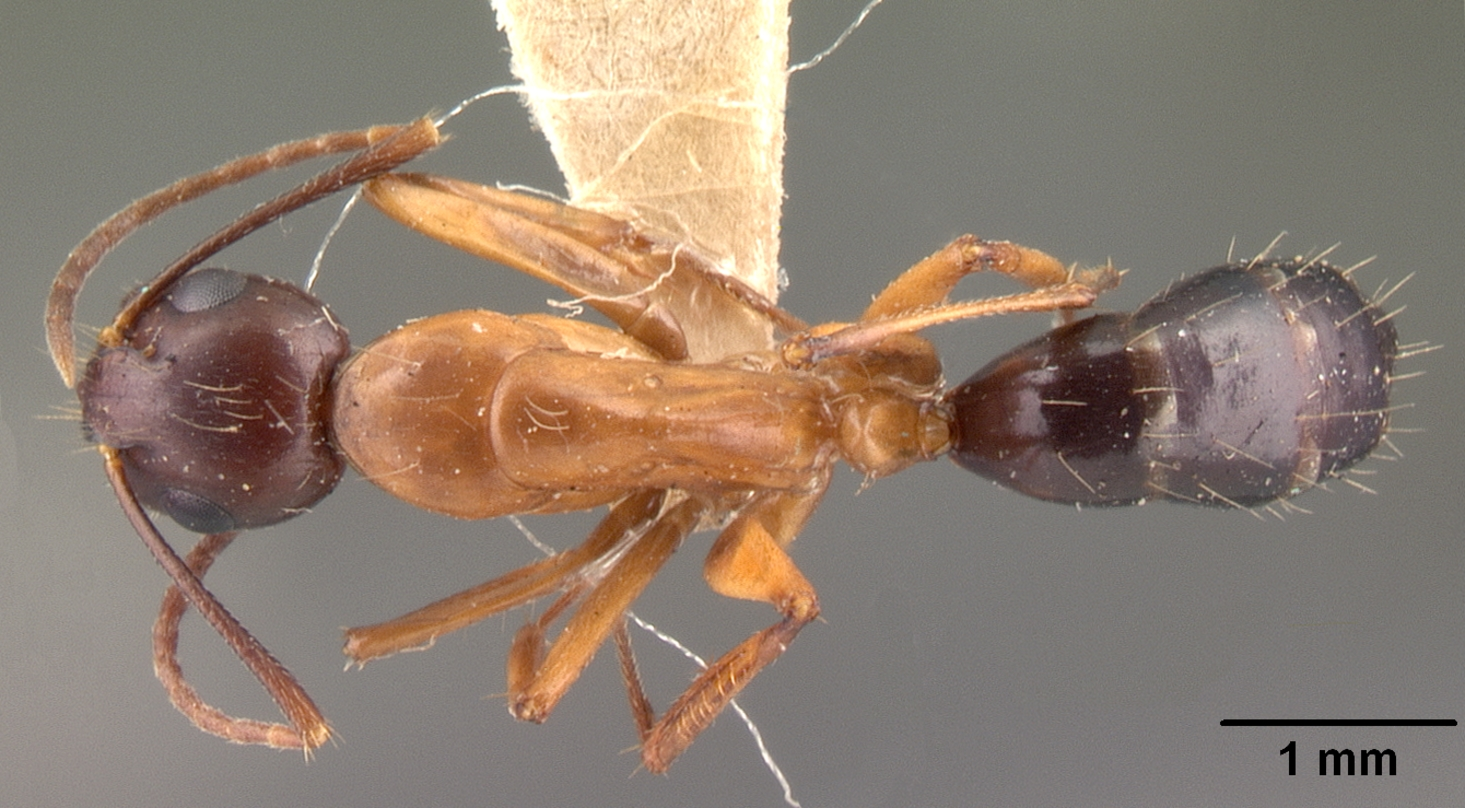
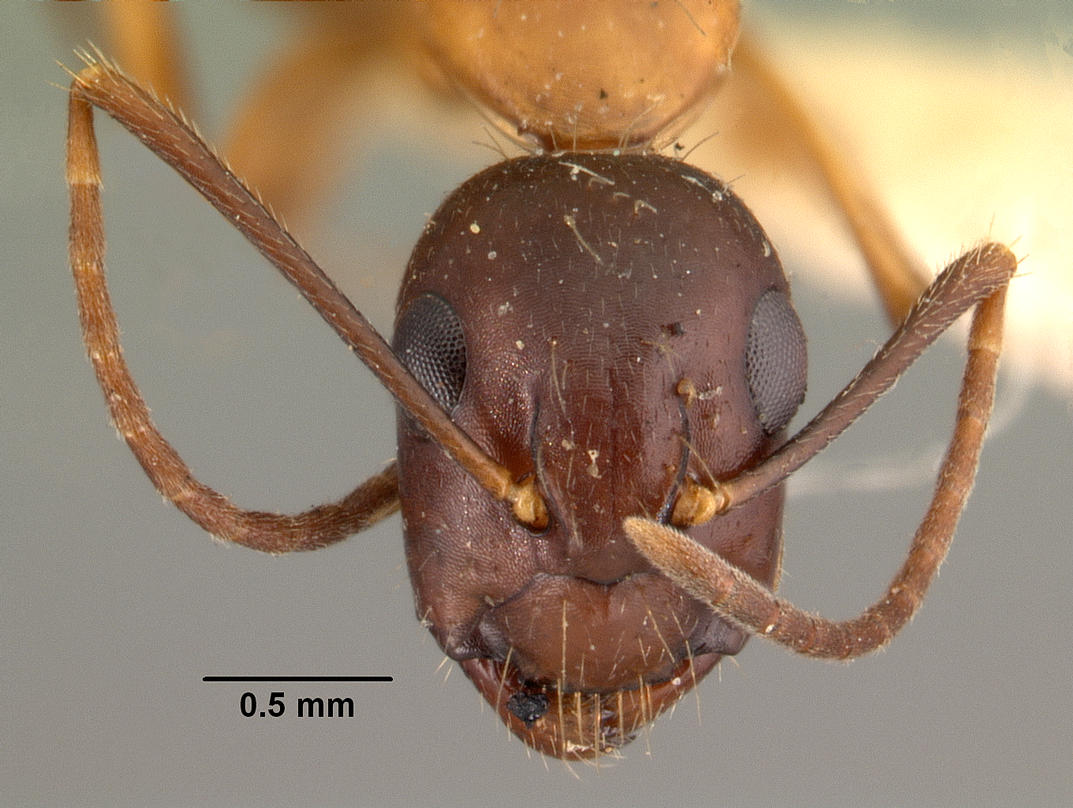
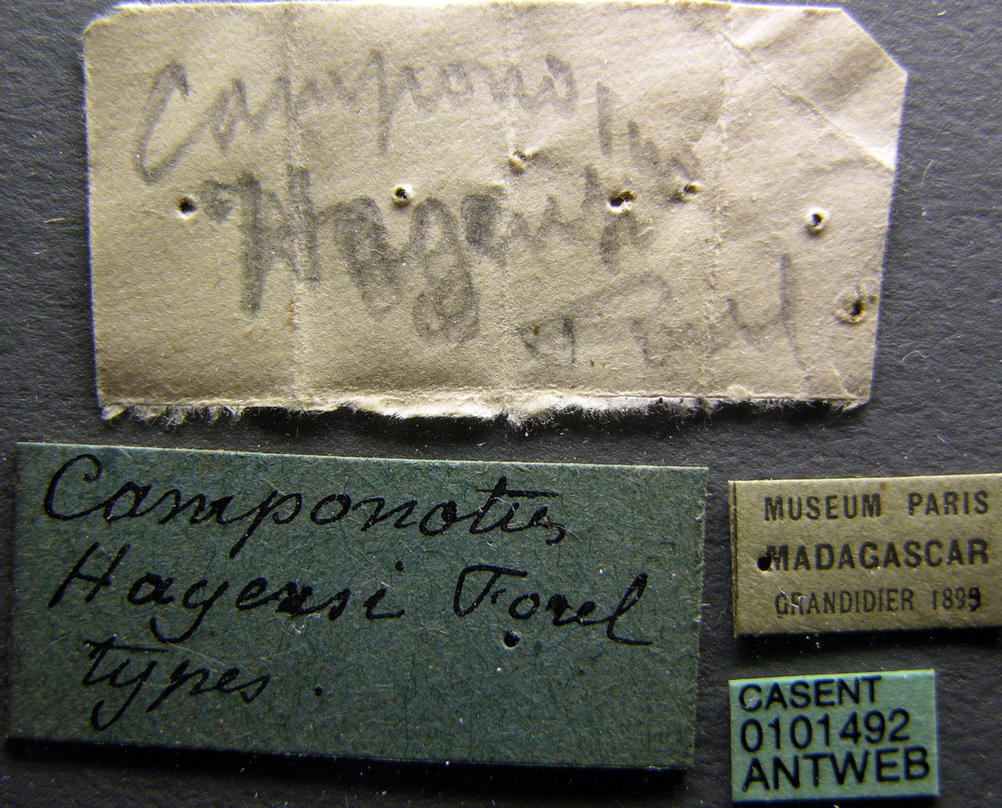
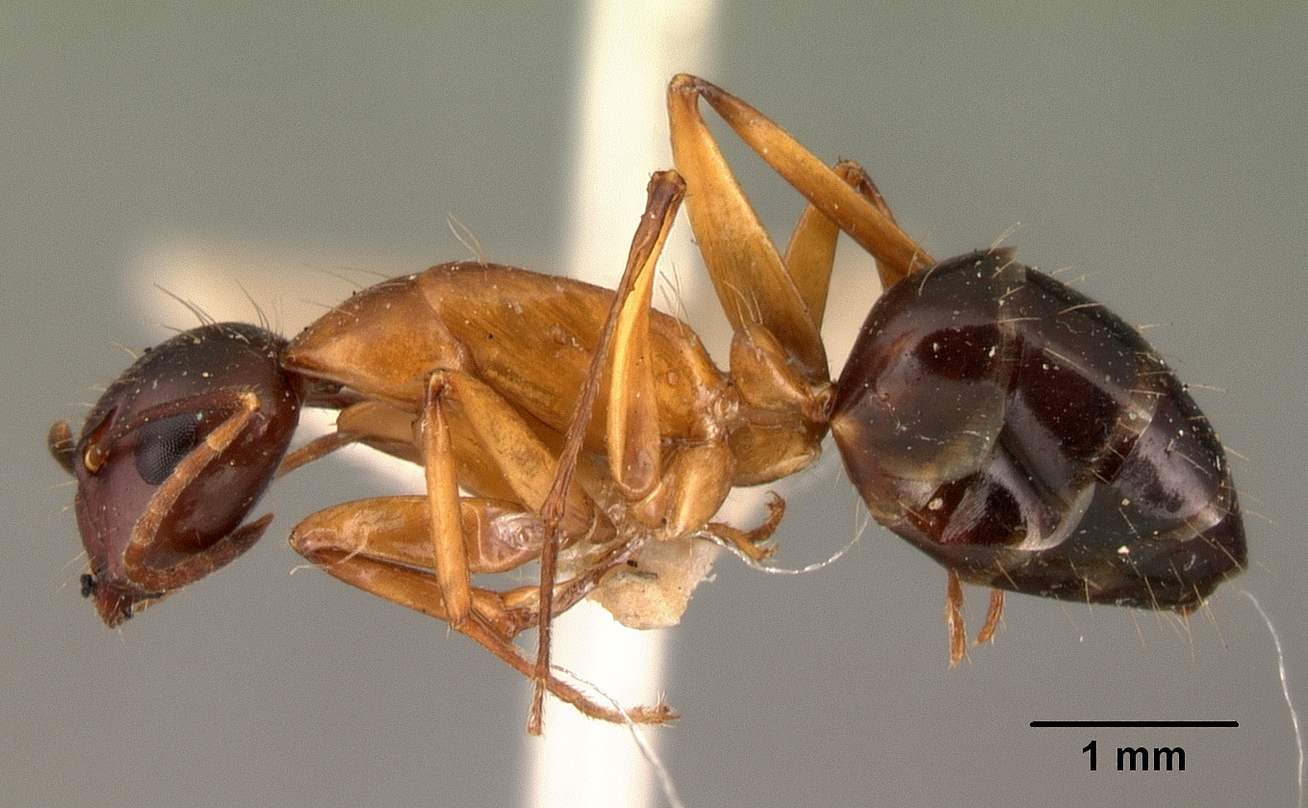
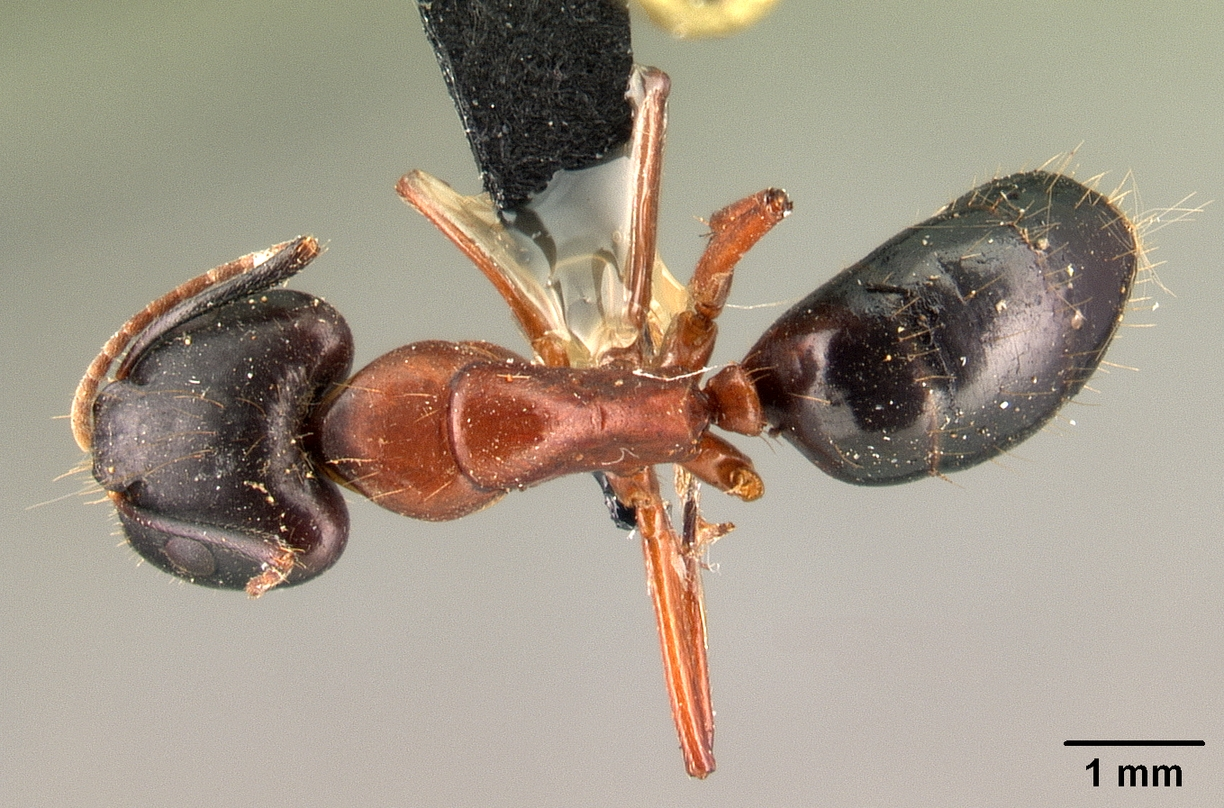
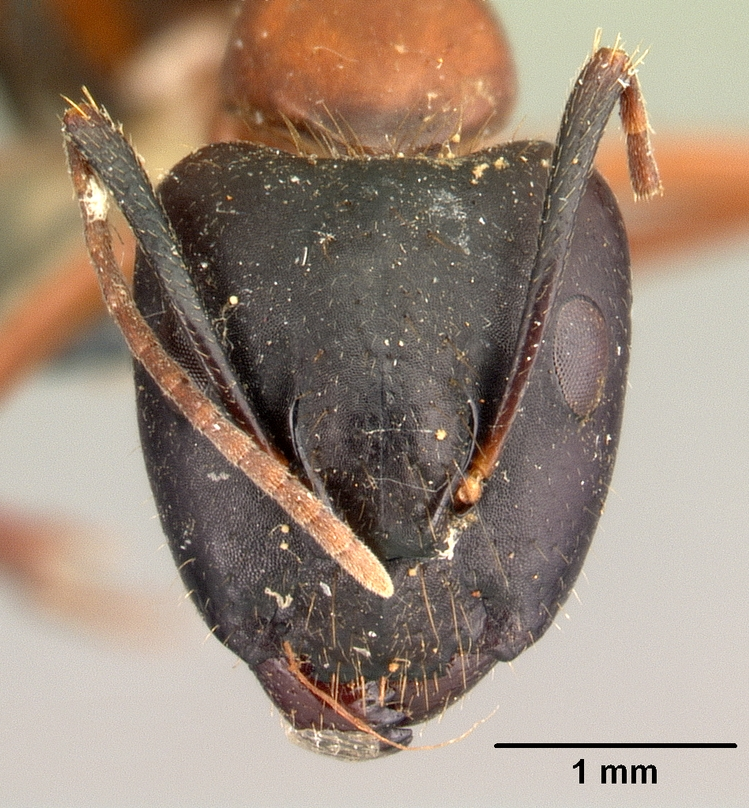